# Aechmea manzanaresiana
Aechmea manzanaresiana H.Luther è una pianta della famiglia Bromeliaceae, endemica dell'Ecuador.
Il suo habitat è umido montano subtropicale o tropicale.

## Conservazione
La Lista rossa IUCN classifica Aechmea manzanaresiana come specie in pericolo di estinzione (Endangered).
È minacciata a causa della perdita dell'habitat.